# Ulica Romualda Traugutta w Sanoku
Ulica Romualda Traugutta II w Sanoku – ulica w Sanoku.

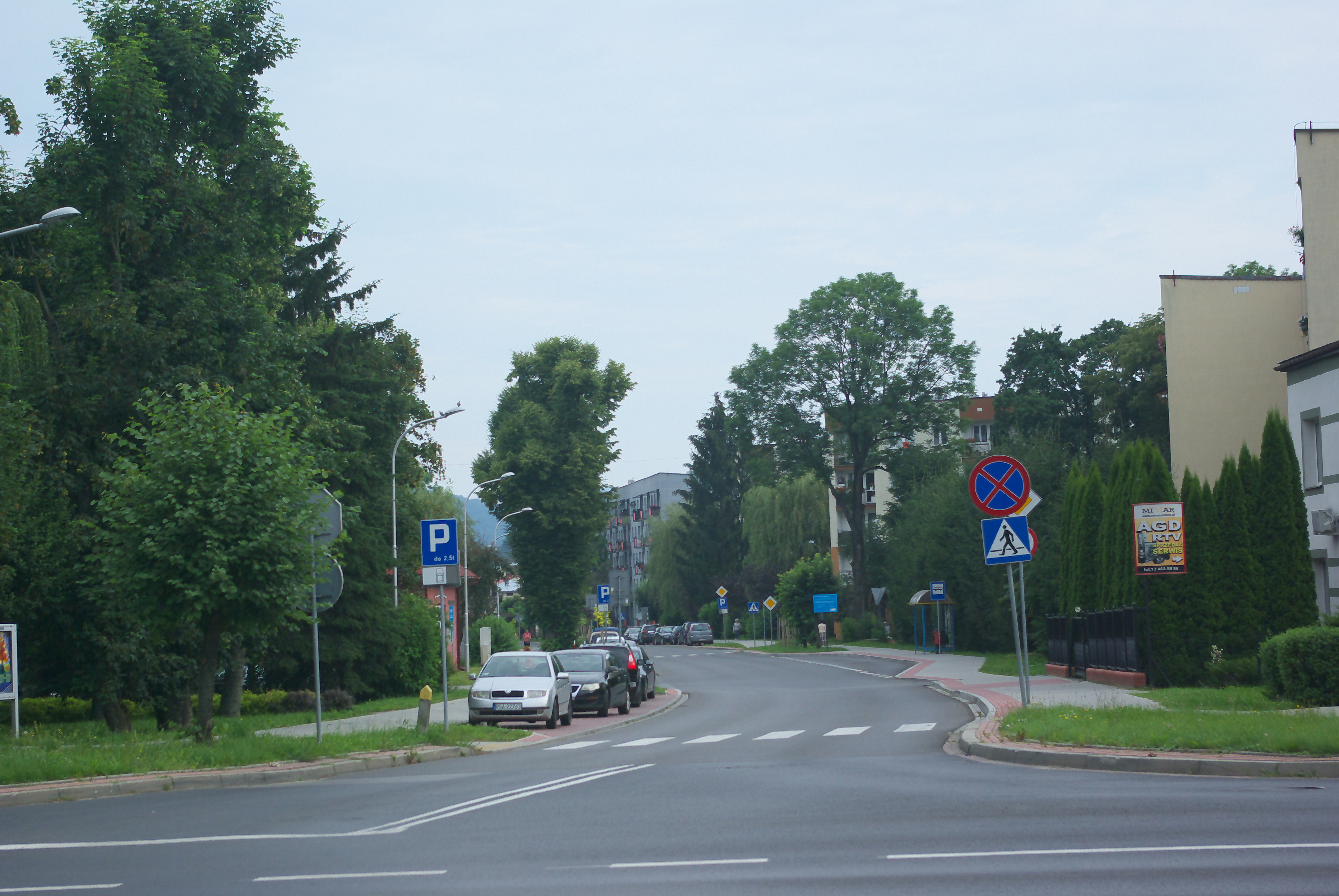
Bieg od skrzyżowania z ul. Staszica (2020)

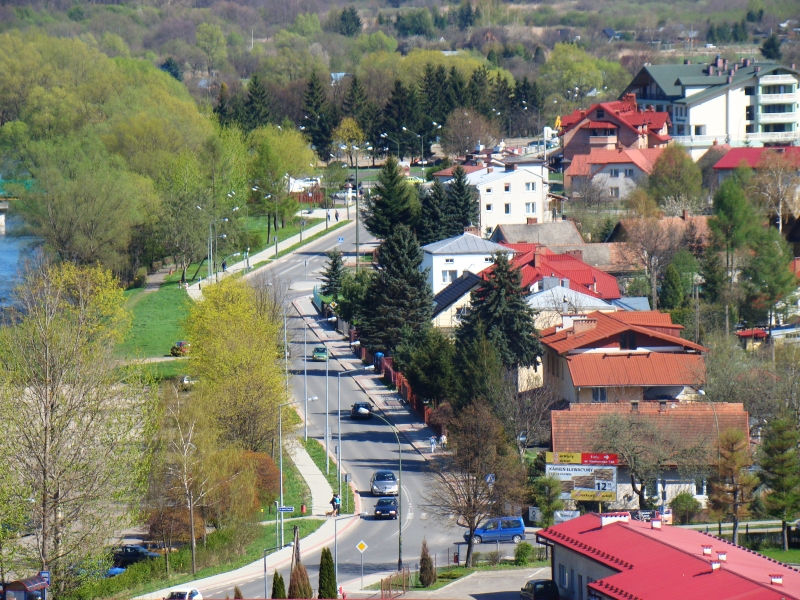
Końcowy odcinek ulicy nad Sanem (2012)

## Historia
W toku dokonywanych zmian nazw ulic w Sanoku w 1913 podjęto decyzję nazwania ulicy Królewskiej dla odcinka od ulicy Zamkowej do Królewskiej Studni (droga Sanok – Mrzygłód). Nazwa utrzymywała się w kolejnych dziesięcioleciach, w tym w okresie II Rzeczypospolitej. Uchwałą z 20 grudnia 1932 rada miejska w Sanoku dokonała przemianowania kilku ulic w Sanoku, m.in. ulicę Królewską na Wójtostwo, jednak zmiany te nie zostały wprowadzone. W toku wielu zmian nazw ulic w Sanoku w 1951 podjęto projekt przemianowania ulicy Królewskiej na ulicę Romualda Traugutta. Na obszarze dzielnicy Wójtostwo w latach 70. trwała budowa bloków mieszkalnych na tzw. osiedlu Traugutta, które wykonywało Sanockie Przedsiębiorstwo Budowlane. W 1989 uchwałą Miejskiej Rady Narodowej w Sanoku przemianowano nazwę dzielnicy os. Traugutta na Wójtostwo. Nazwa samej ulicy pozostała wówczas niezmieniona.
W związku z włączeniem z dniem 1 stycznia 2023 do Sanoka obszaru z dotychczasowego terenu sołectwa Trepcza ulica Romualda Traugutta została przedłużona.

## Zabudowa
- Dom pod numerem 1. Budynek został wpisany do gminnego rejestru zabytków miasta Sanoka[13].
- Budynek tzw. Zajazdu pod numerem 3. Budynek został wpisany do wojewódzkiego[14] oraz do gminnego rejestru zabytków miasta Sanoka[13].
- Stadion MOSiR „Wierchy” w Sanoku – przylegający do ulicy od strony wschodniej.
- Budynek pod numerem 9, stanowiący pawilon o przeznaczeniu usługowo-handlowym, zwyczajowo zwany „Alfa”[15][16]. W obiekcie działa m.in. Oddział Poczty Polskiej (UP 3)[17], Osiedlowy Dom Kultury (ODK) „Puchatek” Sanockiej Spółdzielni Mieszkaniowej (SSM)[18][19]
- Trzy rzeźby plenerowe z lipca 1986, wykonane jako prace dyplomowe studentów Akademii Sztuk Pięknych w Krakowie, umieszczone w obrębie ulicy Romualda Traugutta i ulicy Mikołaja Kopernika[20][21]. Jednym z organizatorów plenerów twórczych była fabryka Autosan[22].
- Dom pod numerem 17. Pierwotnie dom rodziny Ryniak[23] Budynek został wpisany do gminnego rejestru zabytków miasta Sanoka[13]. Budynek służył harcerzom z Hufca ZHP Sanok i w związku z tym zyskał przydomek „Czerwony Domek”[24] (działała w nim harcerska Stanica Rozwoju Zainteresowań)[25]. W obiekcie działa Filia nr 3 (Wójtostwo) Miejskiej Biblioteki Publicznej im. Grzegorza z Sanoka w Sanoku[26].
- Kapliczka na pamiątkę Jasnogórskich Ślubów Narodu Polskiego, położona na rogu ulicy Romualda Traugutta i ulicy Armii Krajowej. Inskrypcja na tabliczce: „Wielka Boga – Człowieka Matko”. W 350 rocznicę ślubów Jana Kazimierza, w 50 rocznicę Ślubów Jasnogórskich, w 50 rocznicę uwolnienia z Komańczy Prymasa Stefana kardynała Wyszyńskiego odnawiamy Śluby Jasnogórskie i na pamiątkę tę kapliczkę fundują mieszkańcy tutejszego osiedla wraz z parafią Podwyższenia Krzyża Świętego. Sanok, 26 sierpnia 2006 r. Ponadto inskrypcja zawiera fragment Ślubów Jasnogórskich. Przed 2016 została zainstalowania nowa tablica, zawierająca identyczny tekst inskrypcji.
- Nieistniejący dom, położony pierwotnie przy ulicy Królewskiej pod numerem 16, w którym zamieszkiwał Antoni Żubryd z rodziną[27].
- Nieistniejący dom, położony pierwotnie przy ulicy Królewskiej pod numerem 19, w którym zamieszkiwała Kazimiera Jahn (żona Bronisława, matka Wojciecha)[27]. Zamieszkiwała tam też rodzina Jana Kielara[28].
- Nieistniejąca kamienica, położona pierwotnie przy ulicy Królewskiej pod numerem 29[29], zakupiona (według różnych źródeł w 1935[30] lub 1937[31]) i zamieszkiwana przez Marię i Franciszka Lurskich oraz ich czworo dzieci[32]. Podczas II wojny światowej Maria Lurska wraz z synem Zbigniewem ukrywali w zabudowaniach domu członków konspiracji, Żydów i osoby potrzebujące pomocy, w tym Antoniego Żubryda[33][34][35]. Ponadto w domu zamieszkiwał także siostrzeniec Marii Lurskiej, Roman Bańkowski[34][36][37]. Również po zakończeniu wojny obszerna kamienica Lurskich była schronieniem dla osób pozostających bez dachu nad głową[38]. Po wojnie budynek istniał pod adresem ul. R. Traugutta 31[39]. W okresie PRL władze komunistyczne, w drodze wywłaszczenia, odebrały rodzinie Lurskich posesję wraz z kamienicą, zaś utworzony później, opisany niżej ogród jordanowski zajął ok. 2/3 części należących do nich niegdyś gruntów.
- Nieistniejący dom, położony pierwotnie przy ulicy Królewskiej pod numerem 35, w którym zamieszkiwała Katarzyna Trznadel z rodziną (była żoną Józefa)[40].
- Ogród jordanowski (plac zabaw[41]), w kształcie prostokąta, o powierzchni ok. 2 ha, którego okalają ul. Jana Pawła II, ul. Mariana Langiewicza, ul. Romualda Traugutta i ul. Wiśniowa, tworzony w latach 70.[42], został zagospodarowany przez Spółdzielnię Mieszkaniową „Bieszczady” w Sanoku i oddany do użytku w 1978[43] (wcześniej był to obszar należący do rodziny Franciszka Lurskiego)[34][44].
- Dom istniejący w przeszłości pod numerem 25 zamieszkiwany przez osoby żydowskiej narodowości, mieszkał w nim Kalman Segal[45].
- Przy ulicy Królewskiej istniał dom kpt. Bolesława Jusa[46].
- Przy ulicy zamieszkiwała rodzina Godula; po II wojnie światowej przy domu Mieczysław Godula postawił pamiątkowy krzyż w akcie wdzięczności za swój powrót z niemieckiego obozu[47].
- Uchwałą Rady Miasta Sanoka z 25 sierpnia 2022 ustanowiono Bulwar Sybiraków przy ul. Białogórskiej i Traugutta nad Sanem[48]. 10 listopada 2023 odsłonięto tam pomnik upamiętniający mieszkańców ziemi sanockiej wywiezionych w głąb ZSRR[49].